# Królewski Bukowiec
Królewski Bukowiec (pronunciación en polaco: /kruˈlɛfskʲi buˈkɔvjɛts/) es un pueblo ubicado en el distrito administrativo de Gmina Zblewo, dentro del Condado de Starogard, Voivodato de Pomerania, en Polonia del norte. Se encuentra aproximadamente a 12 kilómetros al noreste de Zblewo, a 9 kilómetros al noroeste de Starogard Gdański, y a 41 kilómetros al sur de la capital regional Gdańsk.
Para detalles de la historia de la región, véase Historia de Pomerania.